# Guinée aux Jeux olympiques d'été de 2004
La Guinée a envoyé 2 athlètes aux Jeux olympiques de 2004 à Athènes en Grèce.

## Résultats

### Athlétisme
100 m hommes :
- Nabie Foday Fofanah : 1er tour : 10 s 62

200 m hommes :
- Nabie Foday Fofanah : 1er tour : 21 s 45

### Judo
52 kg femmes :
- M Mah Soumah : Défaite en 32e de finale

## Officiels
- Président : Naby Camara
- Secrétaire général : Amadou Camara